# Croz dell'Altissimo
Croz dell'Altissimo (2 339 m n. m.) je vrchol nad impozantními skalními útvary v pohoří Brenta v Italských Alpách. Z většiny směrů ho lze dosáhnout turistickým výstupem, z jižních směrů však pouze horolezeckou technikou nejvyšší obtížnosti. Svým tvarem a rozměry je téměř totožný se stěnou nejvyšších vodopádů světa Salto Angel. Z vrcholu je pohled na centrální skupinu Brenta v jejích nejbizarnějších podobách a směrem do údolí se noří do hloubky přes 1 000 metrů. Nejvyšší kolmý stupeň lze vysledovat do výšky 835 metrů. Hora je součástí podskupiny Sottogruppo della Gaiarda e dell’Altissimo, která tvoří levý břeh údolí Valle delle Seghe a vrcholí průsmykem Gaiarda. Cesta tímto údolím tak vede pod pilíři Croz dell'Altissimo a pokračuje dále směrem k Madonna di Campiglio kolem Pietra Grande či nabízí sestup dále do Val di Non. Na vrchol se lze dostat turistickými cestami bez nutnosti jištění od parkoviště Val Biole (1 183 m.m.m.) nad Andalem, kdy začátek cesty je totožný s cestou na vrchol Piz Galin. Od Molvena vede sedačková dráha nejprve do střediska Pradel (1370 m) a poté do chaty La Montanara (1525 m). Odtud se otevírají pohledy na bizarní lemy Valle delle Seghe podél stěny Croz dell'Altissimo a nabízí se další cesta na jeho vrchol. Podél těchto cest vedou i skialpinistické itineráře. Pod úpatí jihozápadní stěny se lze vydal pěší cestou z Molvena směrem k chatě Rifuggio Croz dell'Altissimo. 
Zatímco vrcholu dosáhli již lovci z doby kamenné, zdolání nejobtížnějším směrem čekalo až na začátek 20. století. Obecně je výstup řazen do kategorie mimořádně obtížných výstupů až do hodnoty VII+. 16. srpna 1910 realizoval prvovýstup jihozápadní stěnou Angelo Dibona a Luigi Rizzi s bratry Guidem a Maxem Mayerovými. Začalo tak stoleté období hledání nových tras při kombinaci lezeckých způsobů. Doba horolezeckých výkonů na stěně se pohybuje od jednodenní po 54hodinovou akci. 20. srpna 1955 provedl „samotář“ Cesare Maestri první samostatný výstup. Od 14. do 17. února 1965 Mario Burini a Andrea Cattaneo provedli první zimní výstup. Kříž Nejvyššího si vyžádal oběti i v řadách zkušených horolezců.  V zimě 1968 provedli výstup Aldo a Giulio Castelli s průvodcem Gianfrancem Rizzim. Po velmi prudké noční bouři Giulio zemřel na podchlazení. V létě 1969 Emilio Bonvecchio po pádu udělal na laně „kyvadlo“, při kterém si rozbil hlavu o skálu. Nastaly i případy, kdy vyčerpaným horolezcům přišla pomoc seshora.
V 21. století se slavná kilometrová stěna stala legendou bez většího lezeckého zájmu a pozornost nových rekordmanů se obrátila na strmé, byť kratší stěny v nedalekém údolí Sarcy. Naopak úsilí o turistické zdolání vrcholu z ostatních směrů narůstá.